# Gennadi Zaichik
Gennadi Zaichik (russisch Геннадий Львович Зайчик; * 11. Februar 1957 in Tiflis) ist ein georgischer Schachspieler, der seit 2002 für die United States Chess Federation spielt.
Die georgische (GSSR) Einzelmeisterschaft konnte er zweimal gewinnen: 1978 und 1979. Er spielte für Georgien bei drei Schacholympiaden: 1992, 1994 und 1996.
Im Jahre 1978 wurde ihm der Titel Internationaler Meister (IM) verliehen. Der Großmeister-Titel (GM) wurde ihm 1984 verliehen. Seine höchste Elo-Zahl war 2550 im Juli 1996.
| Hier fehlt eine Grafik, die leider im Moment aus technischen Gründen nicht angezeigt werden kann. Wir arbeiten daran! |